# Lost Boyz
Lost Boyz fue un grupo de Rap procedente del barrio de South Jamaica, Queens, Nueva York.
Los miembros originales del grupo eran el Mc principal Mr. Cheeks, el "Mc" de apoyo y promotor Freaky Tah (1971 - 1999), el dj Spigg Nice, y Pretty Lou, productor y animador en concierto.

## Carrera discográfica
En 1995, el grupo lanzó su sencillo de debut "Lifestyles Of The Rich & Shameless" (Estilos de vida de los ricos y desvergonzados), apareciendo en las listas del Billboard Hot 100.
Este lanzamiento les llevó a alcanzar un acuerdo para grabar un disco con la compañía Uptown Records. El grupo contribuyó con un tema en la banda sonora de la película Don't Be a Menace to South Central While Drinking Your Juice in the Hood (Llamada en España "Los colegas del barrio", a su vez una parodia de "Los chicos del barrio"). La canción, titulada "Renee", se convirtió en un éxito, llegando a estar entre los 40 primeros puestos del Billboard Hot 100. El sencillo llegó a disco de oro en 1996.
El 4 de junio de 1996 lanzaron su disco de debut Legal Drug Money (Dinero de drogas legal). Este trabajo fue intensamente aclamado por la crítica, e incluyó cinco hits aparecidos en las listas del Billboard Hot 100, incluyendo sus anteriores sencillos "Lifestyles of the Rich & Shameless" y "Renee", además de "Music Makes Me High", "Jeeps, Lex Coups, Bimaz & Benz" y "Get Up". El álbum fue certificado oro por la RIAA a finales de 1996.
Su segundo álbum, Love, Peace & Nappiness (Amor, Paz y Soltura), apareció el 17 de junio de 1997, editado por Uptown/Universal Records, e incluía otro hit aparecido en las listas del Billboard Hot 100, "Me & My Crazy World" (Yo y mi loco mundo). Una de las canciones más famosas del álbum fue "Beasts From The East" (Bestias del Este), que contaba con las colaboraciones de A+, Redman y Canibus.
Este álbum no recibió tan buenas críticas como su debut, pero funcionó comercialmente, alcanzando el estatus de oro a finales de 1997.

## Asesinato de Freaky Tah, último disco y separación
En la noche del 28 de marzo de 1999, durante la celebración del cumpleaños de Mr. Cheeks, Freaky Tah recibió un disparo en la cabeza cuando salía del hotel Sheraton, en Queens. Un hombre se acercó a él por la espalda, le disparó en la nuca y, tras hacer varios disparos al aire para evitar que nadie se acercase, se dio a la fuga en un coche que le esperaba cerca.Tah fue llevado de urgencia al Hospital Jamaica, donde fue declarado oficialmente muerto a las 4:20 horas a. m., a la edad de 27 años.
El conductor del coche, posteriormente identificado como Raheem Fletcher, fue sentenciado a 7 años de prisión por homicidio. Años más tarde, en 2001, Kelvin Jones fue declarado culpable del asesinato. Los tres miembros restantes del grupo terminaron su tercer álbum, LB IV Life, que fue lanzado en septiembre de 1999. El álbum tuvo poco éxito, tanto de crítica como en la parte comercial, y no contuvo ningún hit que llegara a las listas.
Los miembros de Lost Boyz se separaron poco después, y Mr. Cheeks comenzó una carrera en solitario.

## Los miembros del grupo tras su disolución
Mr. Cheeks lanzó su primer álbum en solitario, John P. Kelly, en 2001, el cual contenía su exitoso hit "Lights, Camera, Action!" (Luces, Cámara, ¡Acción!). El disco también contenía una sentida canción de homenaje a Freaky Tah llamada "'Till We Meet Again" (Hasta que nos encontremos de nuevo), con la colaboración del hijo de Bob Marley Stephen Marley.
Cheeks lanzó otro álbum en 2003 llamado Back Again! (¡De vuelta otra vez!), seguido en 2004 por Ladies & Ghettomen.
El 16 de enero de 2004, DJ Spigg Nice fue juzgado y condenado por múltiples robos a bancos en la zona de Nueva Jersey y fue sentenciado a 37 años de prisión.
El grupo lanzó un recopilatorio, Lost Boyz Forever (Lost Boyz Para Siempre) en 2005, incluyendo antiguos éxitos y diverso material inédito.

## Discografía

### Álbumes
- 4 de junio de 1996: Legal Drug Money.
- 17 de junio de 1997: Love, Peace & Nappiness.
- 28 de septiembre de 1999: LB IV Life.
- 21 de junio de 2005: Lost Boyz Forever.

### Sencillos
- 1995: "Lifestyles Of The Rich & Shameless".
- 1995: "Jeeps, Lex Coups, Bimaz & Benz".

- 1996: "Renee".
- 1996: "Music Makes Me High".

- 1997: "Get Up".
- 1997: "Me & My Crazy World".